# Tanjung Medan (Muara Sipongi)
Tanjung Medan is een bestuurslaag in het regentschap Mandailing Natal van de provincie Noord-Sumatra, Indonesië. Tanjung Medan telt 487 inwoners (volkstelling 2010).